# Kahin
Nell'Islam, il termine kahin (plurale kahinun) si riferisce a un indovino o a un veggente. I kahin erano figure comuni nella società araba preislamica e si credeva che avessero poteri soprannaturali che permettevano loro di prevedere il futuro, interpretare i sogni e comunicare con gli spiriti.
Tuttavia, con la nascita dell'Islam, la profezia e la divinazione non islamica sono state categoricamente respinte. Il Corano condanna esplicitamente i kahin, definendoli impostori che fuorviano le persone dalla retta via. (Corano, 5:49, 16:21)
I kahin praticavano la loro arte attraverso una varietà di metodi, tra cui:
- Astrologia: L'osservazione delle stelle e dei pianeti per trarne presagi.
- Geomanzia: L'interpretazione di modelli casuali, come quelli formati da pietre o bastoncini lanciati a terra.
- Oniromanzia: L'interpretazione dei sogni.
- Cleromanzia: L'uso di oggetti per la divinazione, come pietre o frecce.

Nonostante la condanna islamica, la figura del kahin ha continuato a persistere in alcune culture arabe, anche dopo la conversione all'Islam. Tuttavia, il loro ruolo e la loro influenza sono stati notevolmente ridotti rispetto all'epoca preislamica.
Oggi, i kahin sono generalmente visti come figure superstiziose e prive di alcun potere reale. L'Islam ortodosso insegna che l'unico modo per conoscere il futuro è attraverso le rivelazioni di Dio contenute nel Corano e negli insegnamenti del profeta Maometto.
È importante sottolineare che la distinzione tra profezia islamica e divinazione non islamica è fondamentale. I profeti islamici, come Maometto, sono considerati messaggeri di Dio inviati a trasmettere la sua parola all'umanità. Le loro profezie sono considerate veritiere e inconfutabili. Al contrario, i kahin sono visti come semplici impostori che sfruttano la credulità delle persone.